# 1959
1959 (MCMLIX) a fost un an obișnuit al calendarului gregorian, care a început într-o zi de joi.

## Evenimente

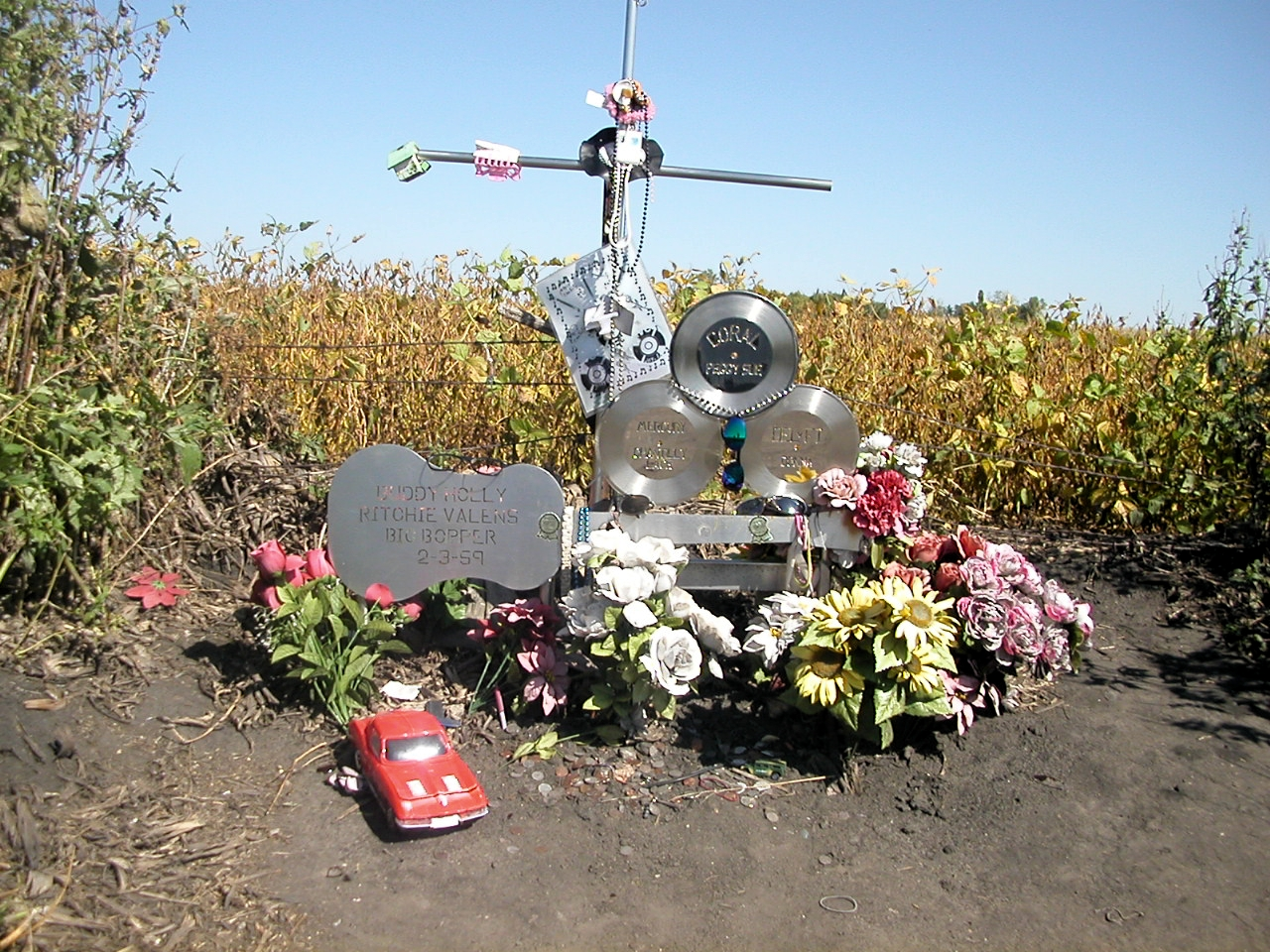
3 februarie: Accidentul în care își pierd viața pionierii americani rock and roll: Buddy Holly, Ritchie Valens și Bopper Big.

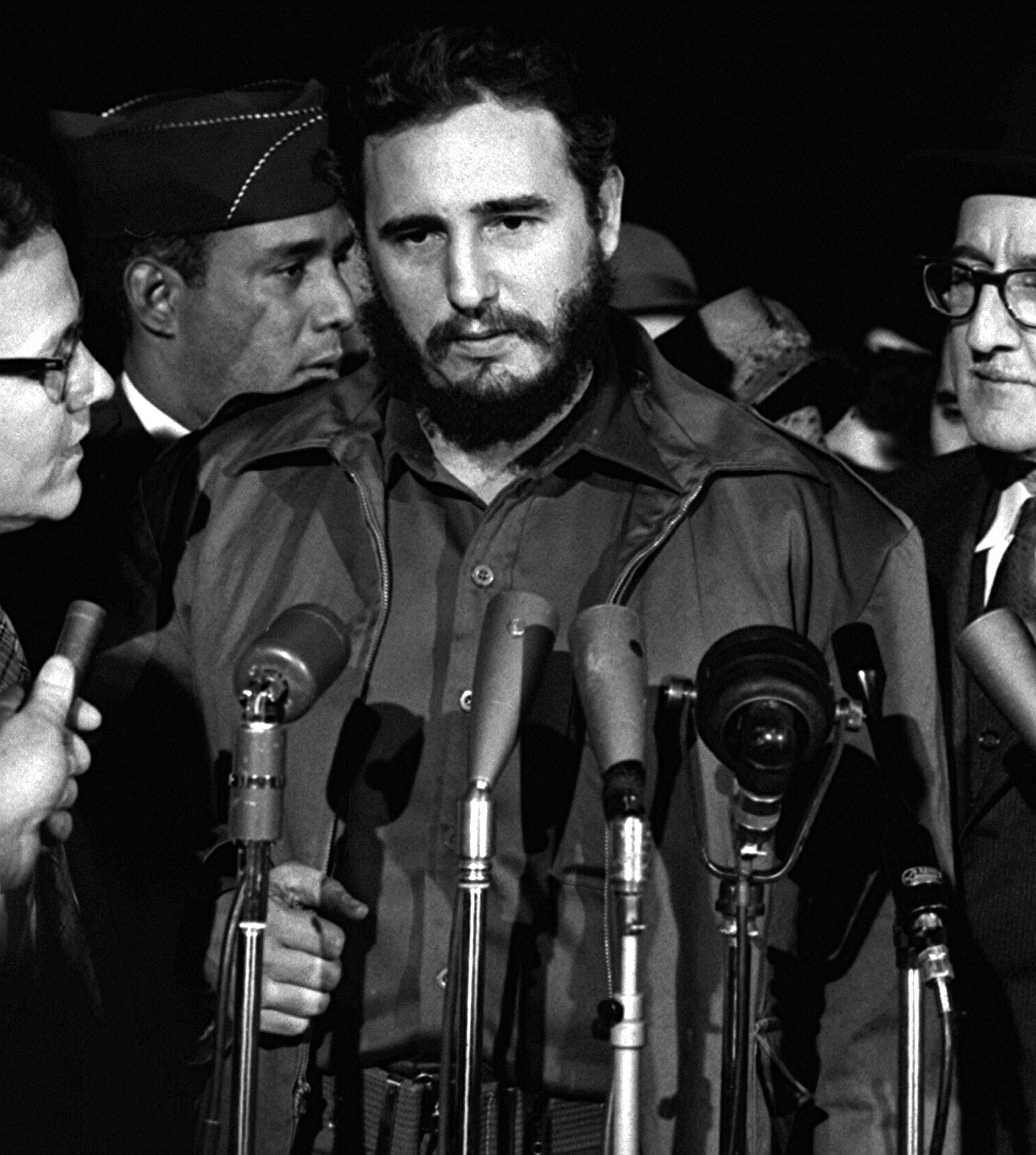
15 aprilie: Fidel Castro la Washington.

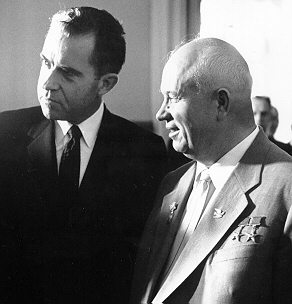
24 iulie: Întâlnire la Moscova între Hrușciov și Nixon.

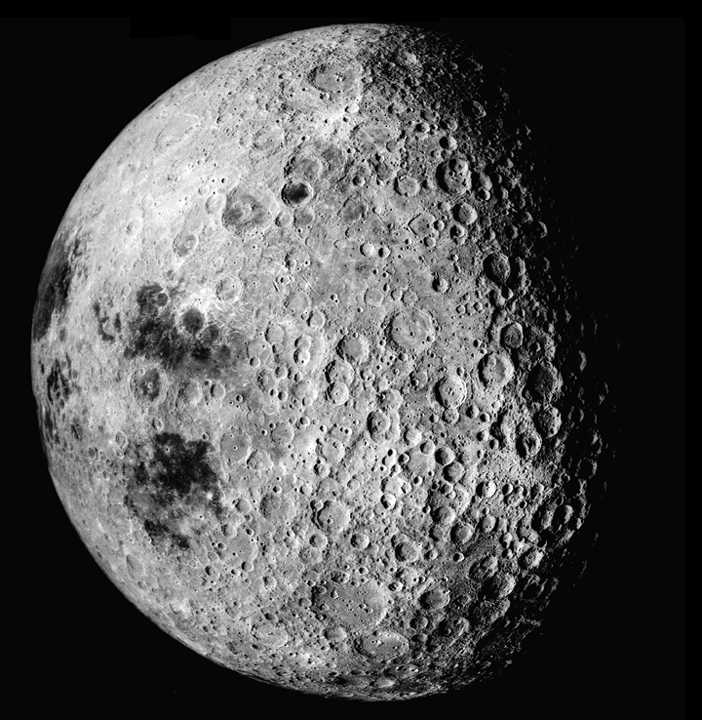
7 octombrie: Partea întunecată a Lunii este fotografiată pentru prima dată de misiunea sovietică Luna 3. Această fotografie însă este luată de pe Apollo 16.

### Ianuarie
- 2 ianuarie: URSS lansează prima sondă spațială spre Lună, Luna 1 (Lunik-1), primul obiect pământean care s-a apropiat de satelitul natural al Pământului la 6.500 km.
- 3 ianuarie: Alaska devine cel de-al 49-lea stat al Statelor Unite.
- 7 ianuarie: Statele Unite recunosc noul guvern cubanez al lui Fidel Castro.
- 8 ianuarie: Charles de Gaulle, la 68 de ani a devenit primul președinte al celei de-A Cincea Republici Franceze. Această formă de guvernare dăinuie și în ziua de azi.
- 9 ianuarie: În Franța, Michel Debré este prim-ministru, André Malraux ministru al Culturii.
- 13 ianuarie: Comuniștii cubanezi execută 71 de suporteri ai lui Fulgencio Batista.
- 14 ianuarie: Exploratorii din Japonia au fost uimiți când au găsit în viață doi dintre cei 15 câini sakhalin husky pe care i-au abondonat cu unsprezece luni mai devreme; câinii au fost legați cu lanțuri, echipa gândindu-se că va reveni să-i recupereze. Masami Muriyama, conducătorul câinilor, a găsit în viață doi dintre ei, dând din coadă și aflați într-o condiție bună.[1] Povestea a stat la baza filmului japonez Nankyoku Monogatari din 1983 și a celui american Eight Below din 2006.
- 27 ianuarie: Nikita Hrușciov deschide cel de-al XXI-lea Congres al Partidului Comunist al Uniunii Sovietice; participă 1.500 de delegați, inclusiv lideri comuniști din 70 de țări.
- 27 ianuarie: Directorul NASA, T. Keith Glennan, dezvăluie că au fost selectați primii 110 candidați pentru a deveni primul american în spațiu și crede că omul va ateriza pe Lună până în 1969. Omul de știință Eugen Sänger din Stuttgart prezice că omul ar putea să se apropie de viteza luminii până în 1999, atingând o viteză de 670 milioane de mile/h.[2]

### Februarie
- 3 februarie: Un avion charter care transportă muzicienii Buddy Holly, Ritchie Valens și Bopper Big se prăbușește în condiții de ceață în apropiere de Clear Lake, Iowa, ucigând toți cei 4 pasageri la bord, inclusiv pilotul. Mai târziu, tragedia este numită "Ziua când muzica a murit", popularizată în piesa "American Pie" a lui Don McLean în 1972.
- 17 februarie: SUA lansează Vanguard II, primul satelit meteo.
- 18 februarie: Femeile din Nepal votează pentru prima dată.

### Martie
- 3 martie: Statele Unite au lansat satelitul Pioneer IV, la scurt timp după miezul nopții. Obiectul a devenit prima navă spațială americană care a învins gravitația Pământului.[3]
- 17 martie: Tenzin Gyatso, al 14-lea Dalai Lama, liderul spiritual al Tibetului, fuge din țară, autoexilându-se în India, după o răscoală armată nereușită a populației tibetane.

### Aprilie
- 2 aprilie: NASA anunță numele celor șapte astronauți pentru Programul Mercury.
- 10 aprilie: Prințul moștenitor Akihito al Japoniei se căsătorește la Tokyo cu Michiko Shoda printr-o ceremonie șintoistă care durează 15 minute.

### iunie
- 1 iunie: La patru zile după ce s-a întors din spațiu, maimuța Miss Able a murit în urma unei reacții la anestezie, în timpul unei operații chirurgicale pentru scoaterea electrozilor.[4]
- 9 iunie: Este lansat la apă "George Washington", primul submarin al SUA dotat cu rachete balistice.

### Iulie
- 16 iulie: Nikita Hrușciov își dă "angajamentul său solemn" că URSS nu va începe "niciodată, niciodată, niciodată" un război.
- 31 iulie: Crearea organizației separatiste basce ETA.

### August
- 7 august: SUA lansează Explorer VI care va trimite pentru prima dată fotografii ale Terrei din spațiu.
- 15 august: Cipru își câștigă independența.
- 21 august: Hawaii devine al 50-lea stat al SUA.

### Septembrie
- 1 septembrie: Au fost restabilite relațiile diplomatice dintre România și Japonia întrerupte la 31 octombrie 1944, după ce România se alăturase coaliției antihitleriste.
- 12 septembrie: Misiunea sovietică Luna 2, prima sondă ce a atins suprafața lunară.
- 15-28 septembrie: Vizita lui Nikita Hrușciov în SUA.

### Octombrie
- 7 octombrie: Misiunea sovietică Luna 3, trimite pentru prima dată 29 de fotografii cu partea întunecată a Lunii.[5]
- 13 octombrie: SUA lansează Explorer VII.
- 28 octombrie: România: A fost emis Decretul nr. 410 al Prezidiului Marii Adunări Naționale pentru regimul general al cultelor religioase, prin care se preciza că pot fi admiși în monahism bărbați la vârsta de 55 ani și femei la 50 de ani „dacă renunță la salariu sau la pensia de la stat, dacă nu sunt căsătoriți și dacă nu au obligații pe baza Codului familiei“.[6]

### Noiembrie
- 12 noiembrie: S-a deschis, la Belgrad, prima expoziție industrială românească din perioada postbelică, organizată de Camera de Comerț a României.
- 20 noiembrie: Declarația Drepturilor Copilului este adoptată de ONU.
- 27 noiembrie: Criminalul de război nazist dr. Josef Mengele, "Îngerul Morții" din lagărele de concentrare Auschwitz și Birkenau (Auschwitz II), i-a fost acordată cetățenie de către Paraguay. Dictatorul Alfredo Stroessner a refuzat să permită extrădarea unui cetățean paraguayan. Mai târziu, Mengele a fugit în Brazilia și nu a fost niciodată capturat, trăind până în 1979, când a murit înecat.[7]
- 28 noiembrie: Victimele intoxicației accidentale cu mercur din golful Minamata, Japonia din 1955 și familiile lor, după o lună de proteste, și-au asigurat un acord de compensare a prejudiciului.[8]

### Decembrie
- 1 decembrie: Este semnat Tratatul Antarcticii, prin care s-a interzis efectuarea de teste militare în Antarctica. Tratatul este semnat de 12 națiuni, printre care și SUA.
- 13 decembrie: Arhiepiscopul Macarie al III-lea a fost ales drept primul președinte al Republicii Cipru cu 67% din voturile exprimate.
- 23 decembrie: La Universitatea Stanford, chirurgul dr. Richard Lower și asistentul său dr. Norman Shumway a efectuat cu succes un transplant de inimă de la un câine la alt câine. Anterior, cea mai lungă supraviețuire a animalului-gazdă a fost de 7½ ore. Câinele a supraviețuit fără dureri 8 zile, apoi, din cauza unei infecții a fost eutanasiat la 31 decembrie.[9]

### Nedatate
- A fost definită unitatea de măsură inch, ca fiind 2,54 cm, reprezentând 1/36 dintr-un yard. Se utilizează frecvent în Regatul Unit și Statele Unite ale Americii.
- București: 5 bărbați și o femeie au fost acuzați că, sub amenințarea armelor, ziua în amiaza mare, au jefuit o mașină a Băncii Naționale a României, furând un milion șase sute de mii de lei, echivalentul unui milion de dolari de astăzi. Cei cinci bărbați au fost executați la Jilava iar Monica Sevianu, a cărei pedeapsă a fost comutată în închisoare pe viață a fost eliberată în cursul amnistiei din 1964 și a emigrat în Israel unde a decedat în 1977.
- COBOL (Common Business Oriented Language). Limbaj de programare de nivel înalt, unul dintre primele limbaje folosite pe scară largă, cel mai des în industrie.
- România. Salariul în agricultură este interzis, iar terenul pe care țăranii nu îl pot cultiva este confiscat.
- România: Se dă decretul nr. 92 prin care imobilele care aparțineau foștilor industriași, marilor proprietari de terenuri, bancherilor și marilor comercianți au fost naționalizate.

## Arte, științe, literatură și filozofie
- 29 ianuarie: Walt Disney lansează cel de-al 16-lea film animat, Sleeping Beauty.
- 6 aprilie: Premiile Oscar au loc la RKO Pantages Theatre din Hollywood. Ben-Hur câștigă nouă premii Oscar inclusiv cel pentru cel mai bun film.
- 20 iunie: A avut loc premiera bucureșteană a operei Falstaff, de G. Verdi, avându-l în rolul titular pe Petre Ștefănescu Goangă.
- Karl Popper publică Logica descoperirii științifice.

## Nașteri

### Ianuarie
- 1 ianuarie: Michel Onfray, filosof francez
- 7 ianuarie: Peter Mokaba, politician sud-african (d. 2002)
- 8 ianuarie: Ștefan Secăreanu, politician din R. Moldova
- 9 ianuarie: Cristi Minculescu, interpret român de muzică rock
- 9 ianuarie: Jana Nagyová, actriță slovacă
- 10 ianuarie: Maurizio Sarri, antrenor italian de fotbal
- 12 ianuarie: Blixa Bargeld, muzician german
- 12 ianuarie: Per Gessle (Per Håkan Gessle), chitarist suedez
- 13 ianuarie: Gilmar Rinaldi, fotbalist brazilian (portar)
- 20 ianuarie: Cornelia Ardelean, politician român
- 20 ianuarie: Robert Anthony Salvatore, scriitor american
- 20 ianuarie: Aurel Țicleanu, fotbalist român
- 22 ianuarie: Costel Orac, fotbalist român (atacant)
- 24 ianuarie: Csaba Böjte, călugăr franciscan
- 24 ianuarie: Michel Preud'homme (Michel Georges Jean Ghislain Preud’Homme), fotbalist belgian (portar)
- 25 ianuarie: Bob Lazar, ufolog american
- 26 ianuarie: Mircea Fulger, boxer român
- 26 ianuarie: Erwin Vandenbergh, fotbalist belgian (atacant)
- 27 ianuarie: Ioana Geacăr, scriitoare română
- 28 ianuarie: Eugen Bejinariu, politician român
- 30 ianuarie: Anke Sevenich, actriță germană
- 31 ianuarie: Grigore Cobzac, politician din R. Moldova

### Februarie
- 1 februarie: Barbara Auer, actriță germană
- 1 februarie: Ileana Mihăilă, filologă română
- 1 februarie: Constantin Toma, politician român
- 3 februarie: Chan Santokhi, politician surinamez
- 4 februarie: Monica Macovei, avocat și politician român
- 8 februarie: Vasile Butnaru, politician român
- 8 februarie: Mauricio Macri, politician argentinian
- 9 februarie: Guy Ecker, actor brazilian
- 9 februarie: Filipe Nyusi, politician mozambican
- 11 februarie: Jan Dhaene, politician belgian
- 11 februarie: Roberto Moreno, pilot brazilian de Formula 1
- 12 februarie: Imre Bujdosó, scrimer maghiar
- 12 februarie: Dan Puric, actor român
- 13 februarie: Abdul Hamid Dbeibeh, politician și om de afaceri libian, prim-ministru al Libiei
- 13 februarie: Ionică Minune, muzician român
- 14 februarie: Tudor Barbu, jurnalist român, senator (2012-2016)
- 14 februarie: Renée Fleming, cântăreață americană de operă
- 15 februarie: Liviu-Ovidiu Cosma, politician român
- 16 februarie: John McEnroe, jucător american de tenis
- 22 februarie: Kyle MacLachlan, actor american
- 23 februarie: Valentin Stan, analist politic român
- 24 februarie: Ján Hudacký, politician slovac
- 27 februarie: Cristian Dănuț Mihai, politician român

### Martie
- 1 martie: Nick Griffin, politician britanic
- 1 martie: Diamanto Manolakou, politiciană greacă
- 4 martie: Eugenia Vodă, critic român de film și realizator TV
- 7 martie: Bruce Pavitt, muzician american
- 9 martie: Takaaki Kajita, fizician japonez
- 9 martie: Nicolae Nemirschi, inginer și politician român
- 11 martie: Sergiu Mihail Tofan, politician român (d. 2011)
- 15 martie: Ben Okri, scriitor nigerian
- 16 martie: Arben Minga, fotbalist albanez (d. 2007)
- 16 martie: Jens Stoltenberg, politician norvegian
- 17 martie: Maricel Voinea, handbalist român
- 18 martie: Luc Besson (Luc Paul Maurice Besson), regizor, scenarist, producător francez
- 18 martie: Irene Cara (Irene Cara Escalera), cântăreață, compozitoare, dansatoare și actriță americană
- 18 martie: Hristo Etropolski, scrimer bulgar
- 18 martie: Vasil Etropolski, scrimer bulgar
- 20 martie: Felicia Filip, soprană română
- 20 martie: Peter Truscott, politician britanic
- 22 martie: Marek Czarnecki, politician polonez
- 23 martie: Catherine Keener (Catherine Ann Keener), actriță americană
- 31 martie: Valeriu Matei, poet, istoric și politician român

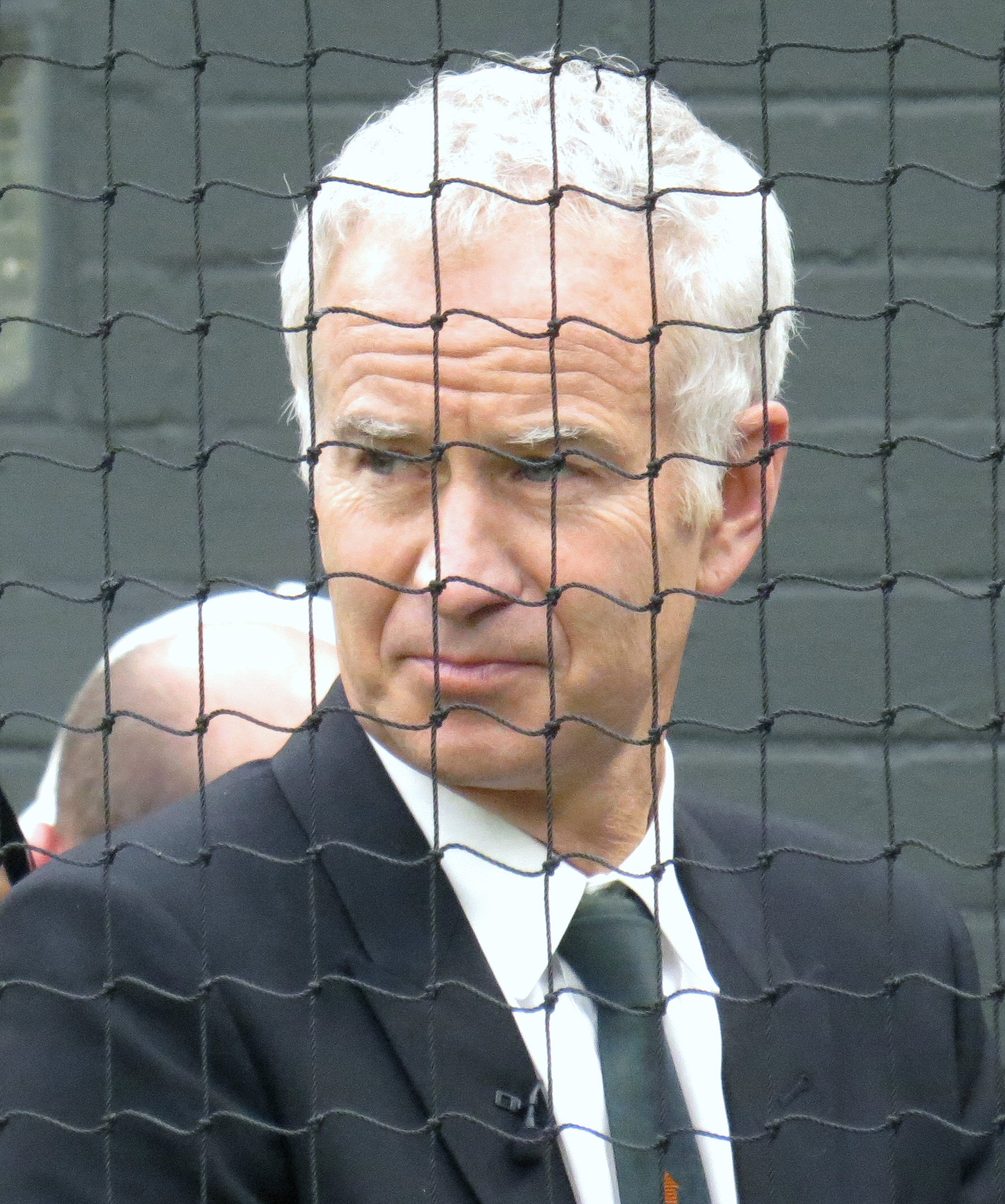
John McEnroe, jucător american de tenis de câmp
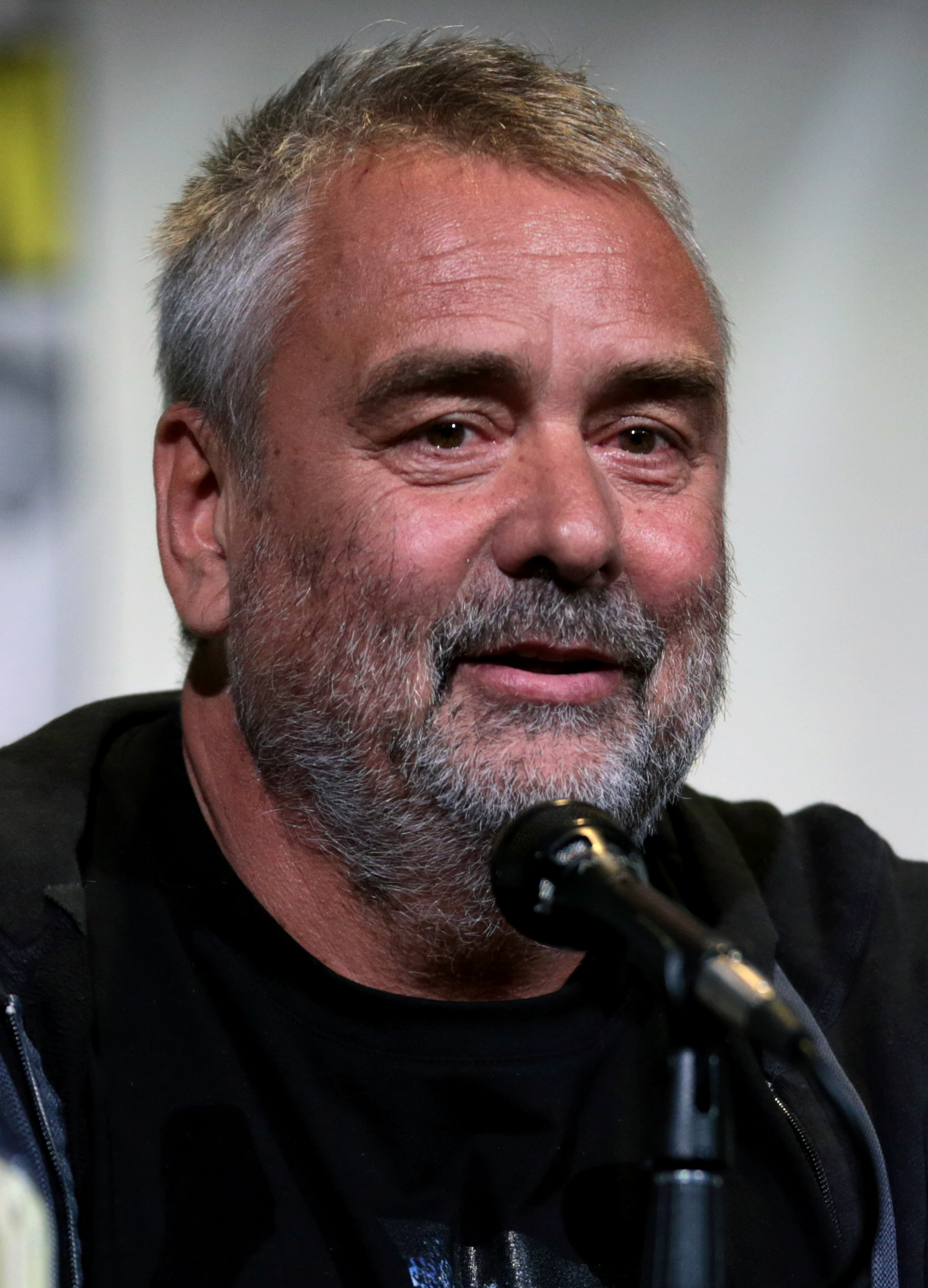
Luc Besson, regizor francez
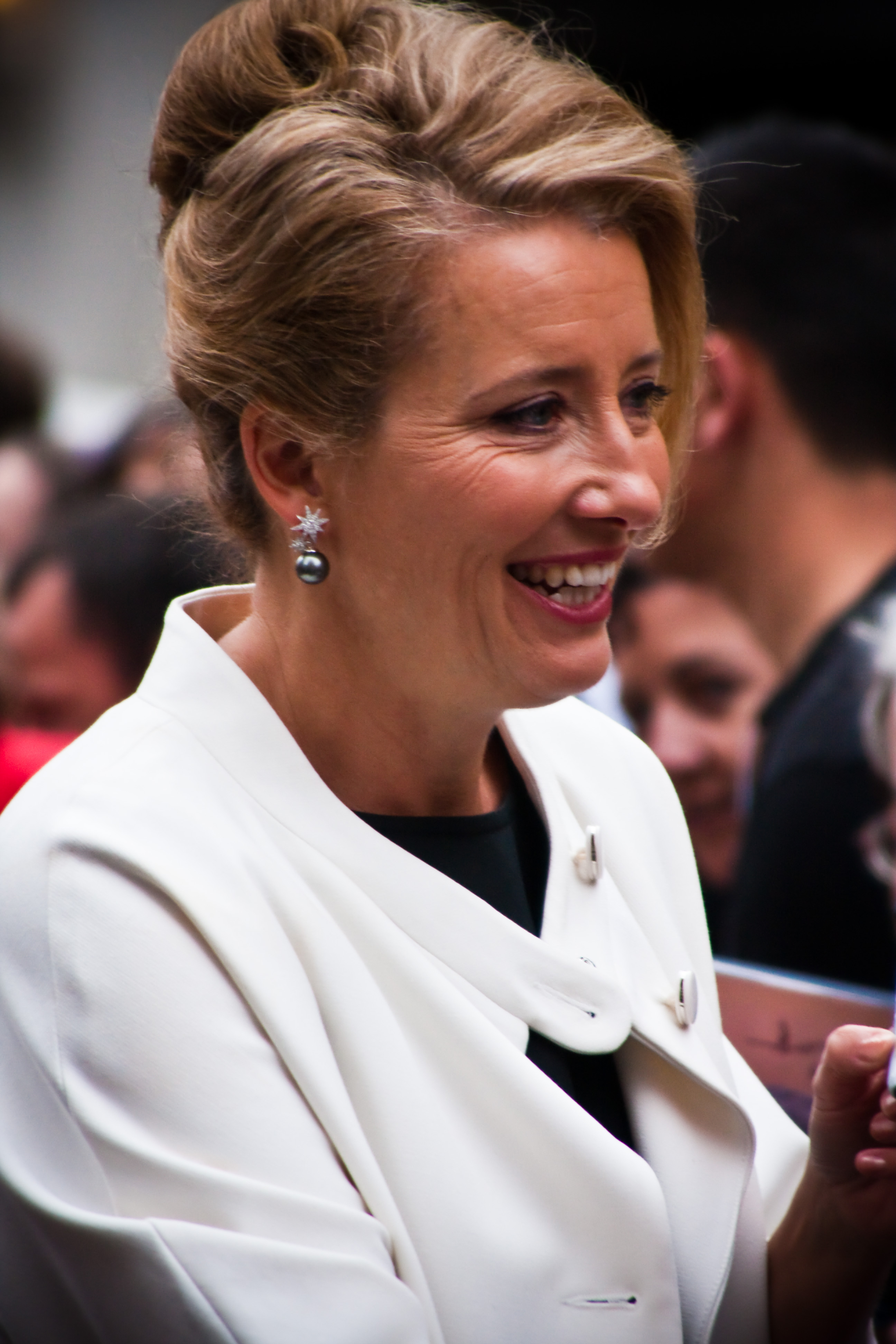
Emma Thompson, actriță britanică
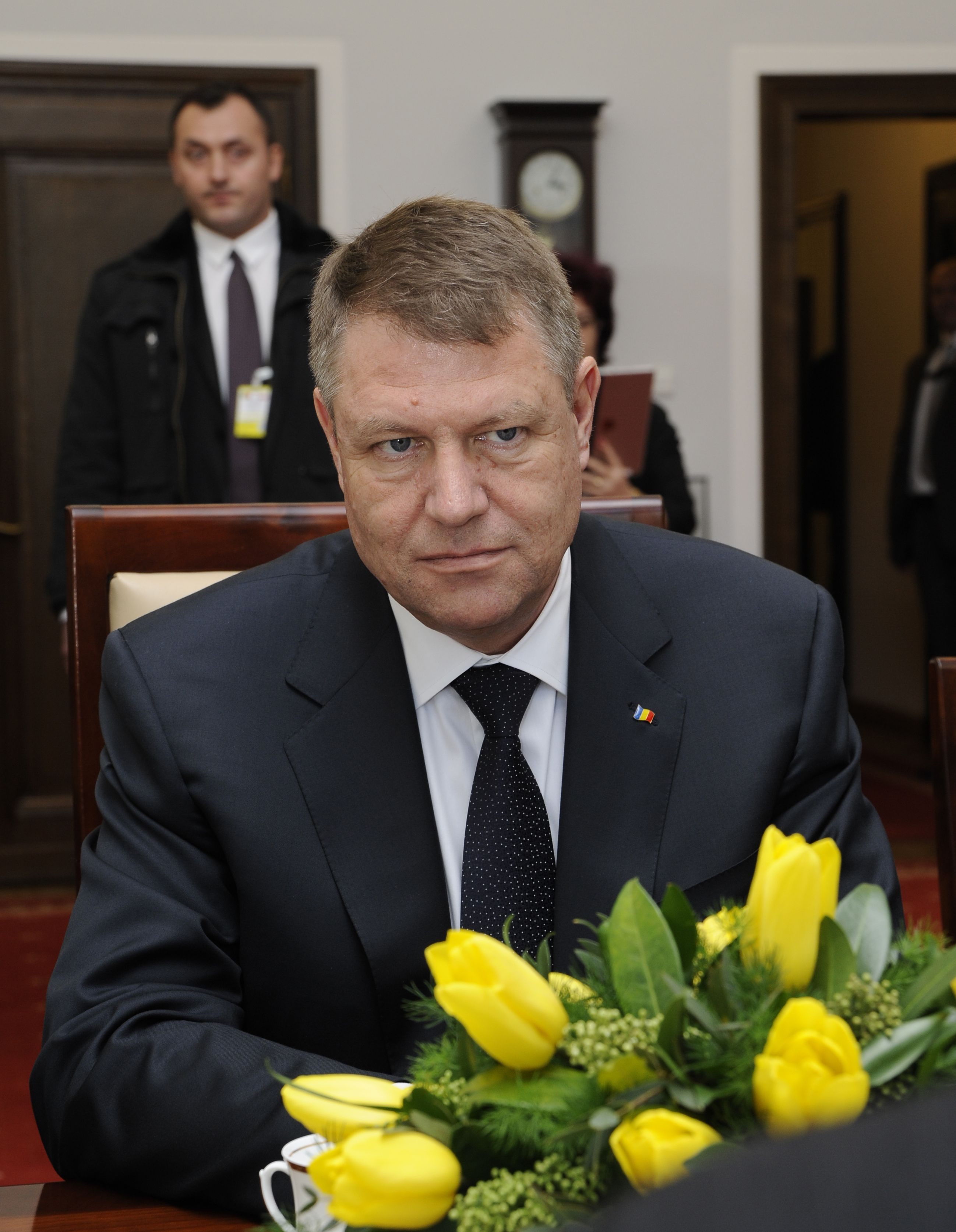
Klaus Iohannis, politician român de origine germană, al 5-lea președinte al României

### Aprilie
- 1 aprilie: Helmut Duckadam, fotbalist român (portar) (d.2024)
- 2 aprilie: Juha Kankkunen, pilot finlandez (WRC)
- 4 aprilie: Constantin Mihăilescu, educator din R. Moldova
- 5 aprilie: Florica Prevenda, artistă română
- 6 aprilie: Aleksandr Karșakevici, handbalist belarus
- 6 aprilie: Pietro Vierchowod, fotbalist italian
- 7 aprilie: Florinel Butnaru, politician român
- 7 aprilie: Cristinel Romanescu, politician român
- 13 aprilie: Zeruya Shalev, scriitoare israeliană
- 15 aprilie: Maria Berényi, poetă maghiară și română
- 15 aprilie: John Onoje, activist din R. Moldova (d.2024)
- 15 aprilie: Gheorghe Pop, politician român
- 15 aprilie: Emma Thompson, actriță britanică de film
- 16 aprilie: Ovidiu Brânzan, politician român
- 16 aprilie: Grigore Chiper, jurnalist român
- 17 aprilie: Peter Doig, pictor britanic
- 17 aprilie: Gheorghe Popa, chestor român
- 18 aprilie: Corneliu Olar, politician român (d.2022)
- 19 aprilie: Florea Voinea, politician român
- 22 aprilie: Virginel Iordache, politician român
- 22 aprilie: Gheorghe Liliac, fotbalist român (portar)
- 22 aprilie: Valeriu Nemerenco, politician din R. Moldova
- 22 aprilie: Vlassis G. Rassias, scriitor grec (d. 2019)
- 25 aprilie: Varujan Pambuccian, politician român de etnie armeană
- 27 aprilie: Cezar Preda, politician român
- 28 aprilie: Lucia Romanov-Stark, jucătoare română de tenis
- 29 aprilie: Victor Buruiană, muzician din R. Moldova
- 30 aprilie: Stephen Harper, politician canadian
- 30 aprilie: Dan Nicolae Rahău, politician român

### Mai
- 1 mai: Victor Cojocaru, fotbalist român
- 1 mai: Ioan Petcu, fotbalist român
- 1 mai: Marian Petrache, politician român
- 6 mai: Hiroyuki Sakashita, fotbalist japonez
- 8 mai: Jillian Evans, politiciană britanică
- 9 mai: Dennis Chambers, muzician american
- 10 mai: Ville Itälä, politician finlandez
- 10 mai: Elena Liana Naum, politiciană română
- 11 mai: Theodora Bertzi, politician român
- 11 mai: Ion Adrian Zare, fotbalist român (d.2022)
- 12 mai: Ray Gillen, cântăreț american (Black Sabbath), (d. 1993)
- 13 mai: Nicolae Andronic, politician din R. Moldova
- 13 mai: Mircea Irimescu, fotbalist român
- 14 mai: Marcel Coraș, fotbalist român (atacant)
- 14 mai: Frédérique Ries, politiciană belgiană
- 17 mai: Costel Băloiu, actor român
- 18 mai: Florica Bucur, canotoare română
- 20 mai: Israel Kamakawiwoʻole, muzician hawaiian (d. 1997)
- 20 mai: Bronson Pinchot, actor american
- 21 mai: Georgiu Gingăraș, politician român
- 22 mai: Morrissey, cântăreț britanic
- 26 mai: Ole Bornedal, regizor de film, danez
- 28 mai: Odisei Manole, politician român
- 29 mai: Adrian Paul, actor britanic
- 30 mai: Frank Vanhecke, politician belgian
- 31 mai: Andrea de Cesaris, pilot italian de Formula 1 (d. 2014)

### Iunie
- 1 iunie: Martin Brundle, pilot britanic de Formula 1
- 1 iunie: Nadejda Kadîșeva, cântăreață rusă
- 1 iunie: Cristian Popescu, poet român (d. 1995)
- 1 iunie: Peter Skinner, politician britanic
- 2 iunie: Aurelian-Octavian Popescu, politician român
- 5 iunie: Helmuth Frauendorfer, jurnalist german (d.2024)
- 5 iunie: Fane Spoitoru, om de afaceri român (d. 2016)
- 7 iunie: Ivo Belet, politician belgian
- 8 iunie: Marina Procopie, actriță română (d. 2018)
- 9 iunie: Beni Gantz, militar și om politic israelian, locțiitor al prim-ministrului, ministrul apărării, general, locotenent în rezervă, Șeful Statului Major al armatei, etc.
- 9 iunie: Chris O'Malley, politician irlandez
- 10 iunie: Carlo Ancelotti, fotbalist și antrenor italian
- 11 iunie: Hugh Laurie, actor și muzician englez
- 13 iunie: Boiko Borisov, politician bulgar
- 13 iunie: Klaus Iohannis (n. Klaus Werner Iohannis), politician român de origine germană, al 5-lea președinte al României
- 13 iunie: Mairéad McGuinness, politiciană irlandeză
- 15 iunie: Alexandru Darie, regizor român de teatru (d.2019)
- 15 iunie: Eija-Riitta Korhola, politiciană finlandeză
- 19 iunie: Anne Hidalgo, politiciană franceză
- 19 iunie: Jean-René Lemoine, dramaturg și actor din Haiti
- 19 iunie: Christian Wulff, politician german
- 22 iunie: Ion Melinte, politician român
- 23 iunie: Petru Tărniceru, politician român
- 24 iunie: Tania Filip, actriță română de film și teatru
- 25 iunie: Lucian Bălan, fotbalist român (d. 2015)
- 27 iunie: Corien Wortmann-Kool, politiciană neerlandeză
- 28 iunie: Alex. Leo Șerban, critic român de film (d. 2011)
- 29 iunie: Anatol Mîrzenco, cantautor, compozitor și actor din Republica Moldova
- 29 iunie: Atsushi Uchiyama, fotbalist japonez

### Iulie
- 1 iulie: Naoji Ito, fotbalist japonez
- 2 iulie: Cristian Diaconescu, politician român
- 3 iulie: Kader Arif, politician francez
- 3 iulie: Florin Mina, voleibalist român (d.2006)
- 4 iulie: Simona Miculescu, diplomată română
- 8 iulie: Doru Frunzulică, politician român
- 8 iulie: Robert Knepper, actor american
- 11 iulie: Valeriu Reniță, jurnalist din R. Moldova
- 11 iulie: Tokia Saïfi, politiciană franceză
- 11 iulie: Suzanne Vega, cântăreață americană
- 12 iulie: Charlie Murphy, actor, comedian și scenarist american (d. 2017)
- 12 iulie: Tupou al VI-lea (n. ʻAhoʻeitu ʻUnuakiʻotonga Tukuʻaho), rege al Regatului Tonga (2012-prezent)
- 17 iulie: Baltazar Maria de Morais Júnior, fotbalist brazilian
- 18 iulie: Vasilii Șova, politician din R. Moldova
- 22 iulie: Liviu Spătaru, politician român
- 23 iulie: Li Qiang, politician chinez, premier al Chinei
- 26 iulie: Hiroshi Soejima, fotbalist japonez
- 26 iulie: Kevin Spacey (Kevin Spacey Fowler), actor american de film
- 27 iulie: Sergio Berlato, politician italian
- 30 iulie: Abdullah Shah, rege al Malaeziei (2019-2024)

### August
- 1 august: Maria Micșa, canotoare română
- 1 august: Gheorghe Nețoiu, politician român
- 1 august: Ljudmila Novak, politiciană slovenă

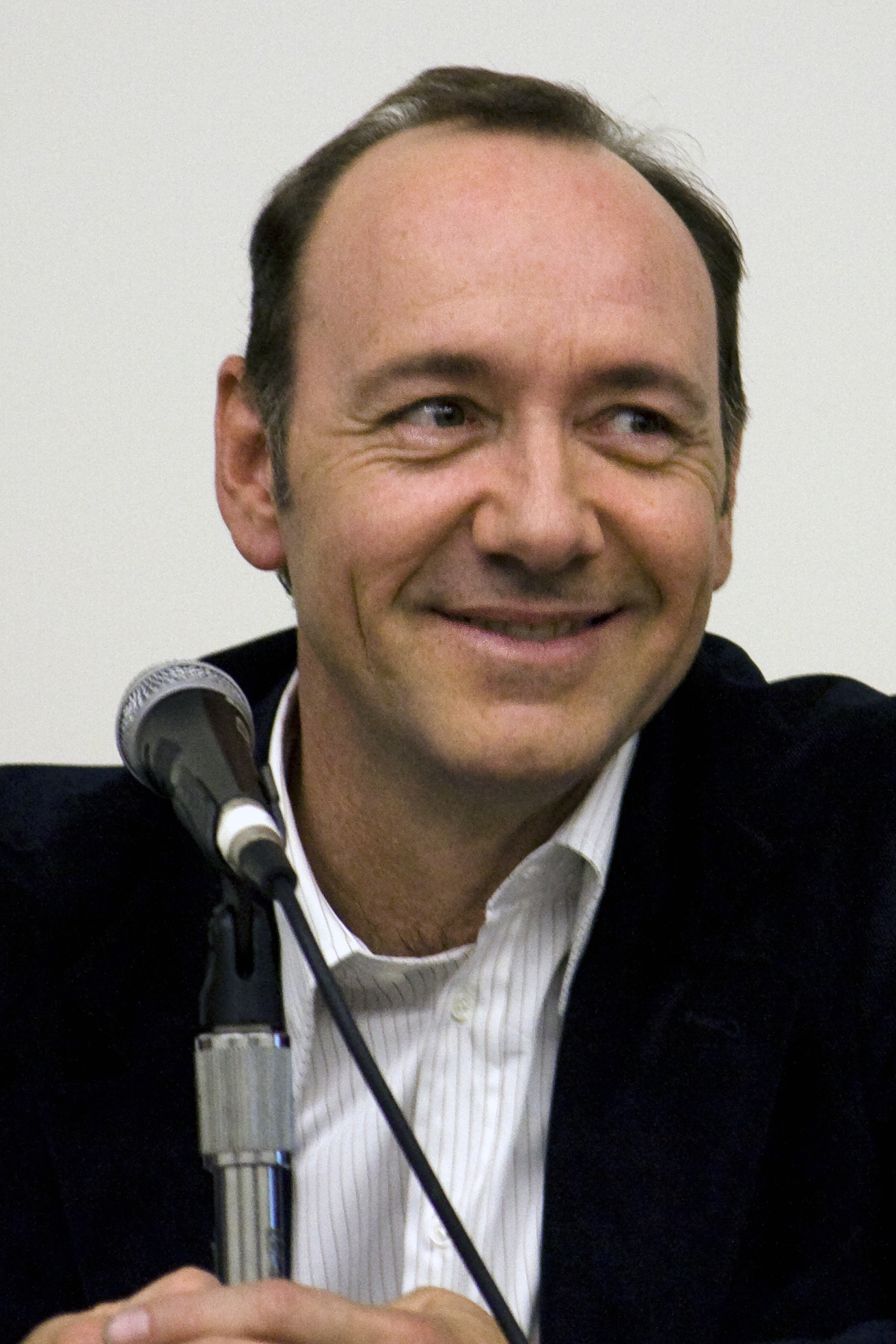
Kevin Spacey, actor american
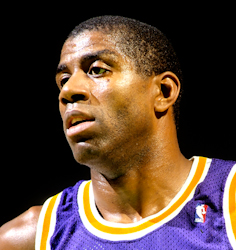
Magic Johnson, jucător american de baschet
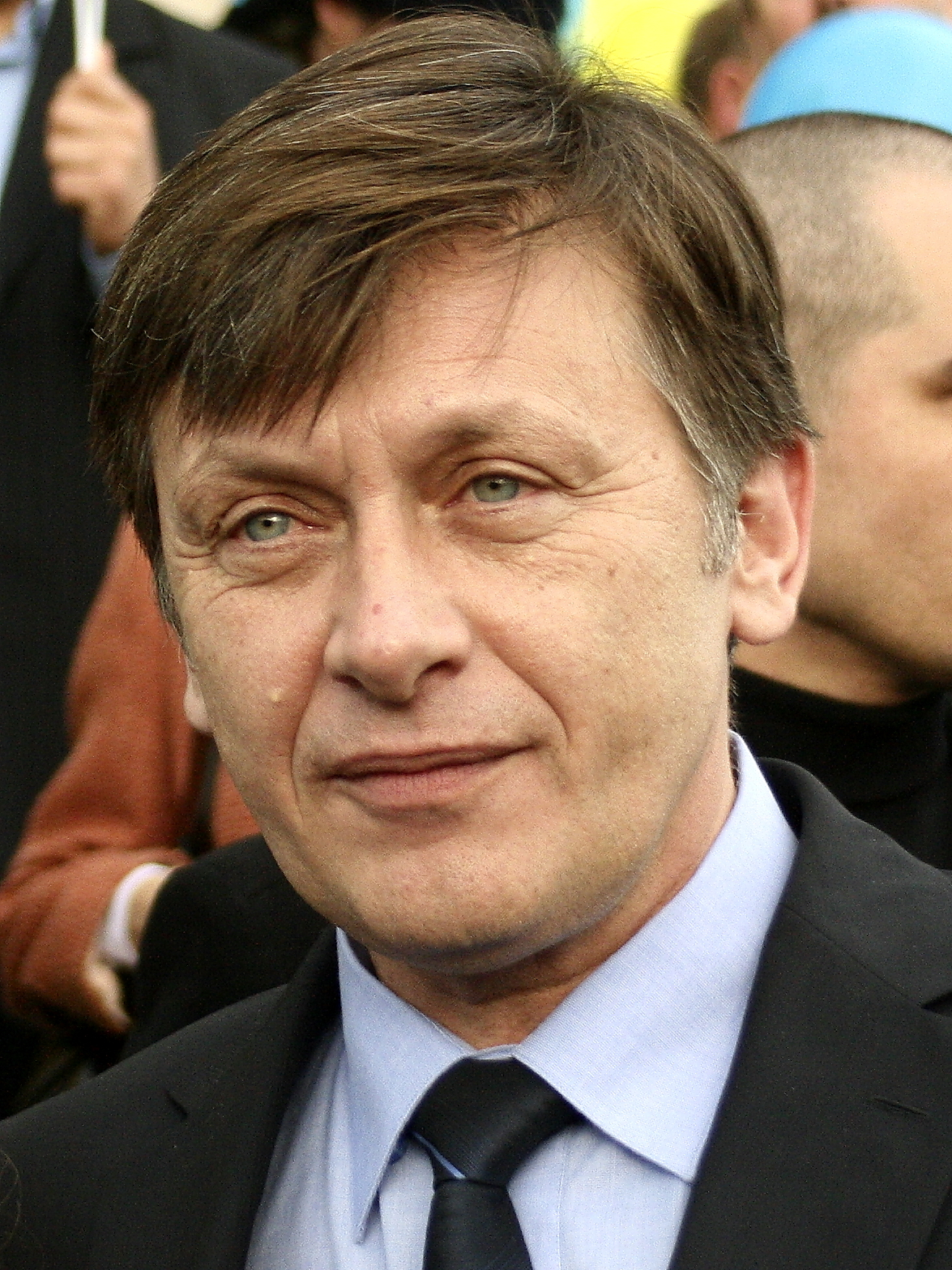
Crin Antonescu, politician român
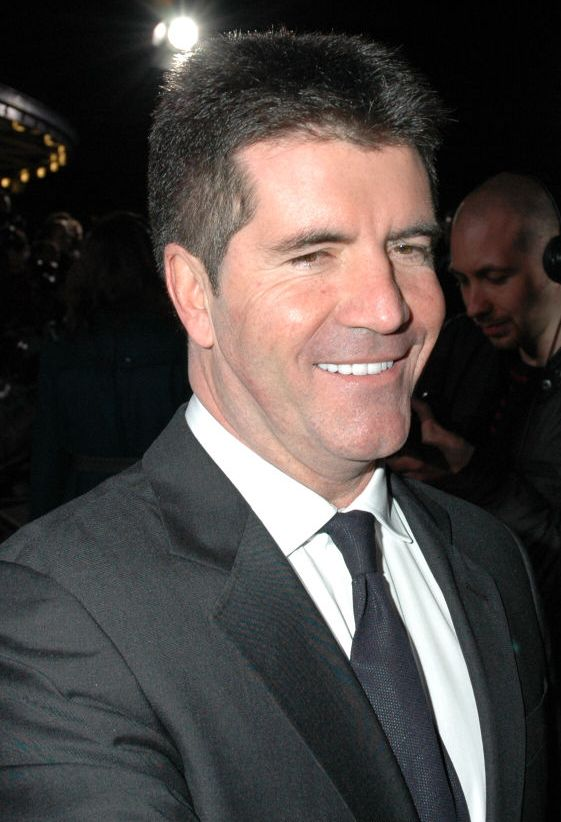
Simon Cowell, antrepenor și producător de televiziune englez

- 3 august: Koichi Tanaka, chimist japonez, laureat al Premiului Nobel
- 4 august: Alexandru Nancu, sculptor român (d. 2013)
- 7 august: Victor Mîndru, politician din R. Moldova
- 9 august: Maria Guleghina, cântăreață ucraineană
- 10 august: Rosanna Arquette, actriță americană
- 13 august: Thomas Ravelli, fotbalist suedez (portar)
- 14 august: Magic Johnson, jucător american de baschet
- 17 august: Jonathan Franzen, scriitor american
- 19 august: Svetlana Guskova, atletă din R. Moldova
- 21 august: Ala Nemerenco, medic și politiciană din R. Moldova
- 23 august: Petru Mărginean, politician român
- 24 august: Claudiu Ionescu, handbalist român
- 25 august: Lane Smith (Walter Lane Smith III), actor american (d. 2005)
- 25 august: Sönke Wortmann, regizor de film, german
- 27 august: Gerhard Berger, pilot austriac de Formula 1
- 27 august: Claudiu Bleonț, actor român de film și teatru
- 27 august: Leonid Kuciuk, fotbalist belarus
- 28 august: Andrea Jung, femeie de afaceri americană
- 29 august: George Chirca, jurnalist român
- 29 august: Ramón Díaz, fotbalist argentinian (atacant)
- 29 august: Chris Hadfield, astronaut canadian
- 29 august: Stephen Wolfram, matematician britanic
- 30 august: Ralu Filip, jurnalist român (d. 2007)

### Septembrie
- 4 septembrie: Corina Fusu, politiciană din R. Moldova
- 5 septembrie: Marin Gheorghe, canotor român
- 5 septembrie: Florin-Costin Pâslaru, politician român
- 7 septembrie: Toshihiko Okimune, fotbalist japonez
- 12 septembrie: Ion Geantă, caiacist român (d.2019)
- 12 septembrie: Hisashi Kaneko, fotbalist japonez
- 12 septembrie: Mariana Stănescu, cântăreață română
- 13 septembrie: Vinny Appice, muzician american
- 14 septembrie: Lora Grosu, politiciană din R. Moldova
- 14 septembrie: Morten Harket, cântăreț norvegian
- 14 septembrie: Gheorghe Ialomițianu, politician român
- 19 septembrie: Vladimír Maňka, politician slovac
- 19 septembrie: Raf (n. Raffaele Riefoli), cântăreț italian
- 21 septembrie: Crin Antonescu, politician român
- 21 septembrie: Constantin Cheianu, jurnalist din R. Moldova
- 23 septembrie: Jason Alexander, actor american de film
- 23 septembrie: Gheorghe Anghel, politician din R. Moldova
- 24 septembrie: Ana Mato Adrover, politiciană spaniolă
- 27 septembrie: Mihail-Gabriel Ioniță, politician român
- 29 septembrie: Jon Fosse, scriitor norvegian
- 30 septembrie: Xiomara Castro, femeie de stat și administratoare de afaceri din Honduras, președintă a Republicii Honduras

### Octombrie
- 1 octombrie: Costel Iulian Țocu, politician român
- 2 octombrie: Dumitru Croitor, politician din R. Moldova
- 3 octombrie: Silvia Dumitrescu, cântăreață română
- 7 octombrie: Simon Cowell, antreprenor și producător de televiziune englez
- 10 octombrie: Michael Klein, fotbalist român de etnie germană (d. 1993)
- 12 octombrie: Marco Rizzo, politician italian
- 15 octombrie: Sarah Ferguson, ducesă de York
- 15 octombrie: Ion Mînzînă, politician român
- 17 octombrie: Ioana Costa, filologă română
- 19 octombrie: Teofan Savu (n. Dumitru Savu), arhiepiscop ortodox al Iașilor și mitropolit al Moldovei și Bucovinei
- 21 octombrie: Vilmos Tánczos, cercetător și etnograf din România de etnie secui
- 21 octombrie: Ken Watanabe, actor japonez
- 24 octombrie: Brad Johnson, actor american (d.2022)
- 24 octombrie: Adrian Stroe, criminal în serie român
- 26 octombrie: Evo Morales (Juan Evo Morales Ayma), președinte al Boliviei (2006-2019)
- 29 octombrie: Kuniharu Nakamoto, fotbalist japonez
- 30 octombrie: Ana Barbu, interpretă de muzică populară din R. Moldova (d. 2015)
- 30 octombrie: Marius Bațu, muzician român (d.2024)
- 30 octombrie: Glenn Hysén (Glenn Ingvar Hysén), fotbalist suedez

### Noiembrie
- 1 noiembrie: Ahn Suk Hwan, actor sud-coreean
- 2 noiembrie: Nenad Čanak, politician sârb
- 2 noiembrie: Notis Sfakianakis, cântăreț grec
- 5 noiembrie: Bryan Adams, cântăreț și compozitor canadian
- 5 noiembrie: Aurel Căciulă, politician român
- 6 noiembrie: Belu-Simion Făinaru, sculptor israelian
- 6 noiembrie: Christine de Veyrac, politiciană franceză
- 7 noiembrie: Mihail Formuzal, politician din R. Moldova
- 11 noiembrie: Katja Flint, actriță germană
- 12 noiembrie: Călin Potor, politician român
- 12 noiembrie: Alexandru Raj Tunaru, politician român
- 13 noiembrie: José Carlos Somoza, scriitor spaniol
- 18 noiembrie: Joseph Pace, pictor și sculptor italian
- 26 noiembrie: Satoshi Miyauchi, fotbalist japonez
- 20 noiembrie: Sean Young, actriță americană
- 29 noiembrie: Brahim Ben Bouilla, ciclist marocan
- 29 noiembrie: Harlem Désir, politician francez
- 29 noiembrie: Radu Cătălin Mardare, politician român

### Decembrie
- 4 decembrie: Teodor Nițulescu, politician român
- 4 decembrie: Marcel Pavel, cântăreț român
- 5 decembrie: Adrian Miuțescu, politician român
- 6 decembrie: Nicolae Neagu, politician român
- 8 decembrie: Alexandru Oleinic, politician din R. Moldova
- 13 decembrie: Gabriel Popoviciu, om de afaceri român
- 18 decembrie: Cristiana Irina Anghel, politiciană română
- 19 decembrie: Yasuhito Suzuki, fotbalist japonez (portar)
- 21 decembrie: Michael Spindelegger, politician austriac
- 24 decembrie: Petr Stepanov, politician rus
- 28 decembrie: Maria Kemenceji (n. Maria Merciuc), sportivă din R. Moldova (atletism)
- 29 decembrie: László Kövér, politician maghiar
- 31 decembrie: Val Kilmer (Val Edward Kilmer), actor american de film, teatru și TV (d.2025)

## Decese
- 5 ianuarie: Akaki Chkhenkeli, 84 ani, politician georgian (n. 1874)
- 7 ianuarie: Boris Lavreniov, 87 ani, scriitor rus (n. 1891)
- 21 ianuarie: Cecil B. DeMille, 77 ani, regizor american (n. 1881)
- 22 ianuarie: Mike Hawthorn, 29 ani, pilot britanic de Formula 1 (n. 1929)
- 3 februarie: The Big Bopper (n. Jiles Perry Richardson, jr.), 28 ani, DJ, compozitor american (n. 1936)
- 3 februarie: Buddy Holly, 22 ani, muzician american (n. 1941)
- 3 februarie: Ritchie Valens, 17 ani, muzician american (n. 1936)
- 15 februarie: Owen Willans Richardson, 79 ani, fizician britanic, laureat al Premiului Nobel (n. 1879)
- 26 februarie: Prințesa Alexandra, Ducesă de Fife, 67 ani (n. 1891)
- 2 martie: Gheorghe M. Dobre, 73 ani, general român (n. 1885)
- 26 martie: Raymond Chandler, 70 ani, nuvelist american (n. 1888)

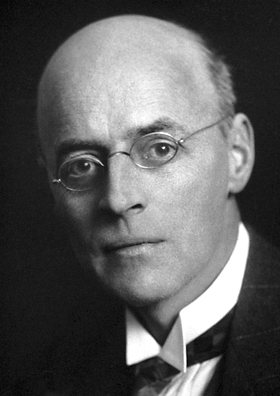
Owen Willans Richardson, fizician britanic, laureat Nobel
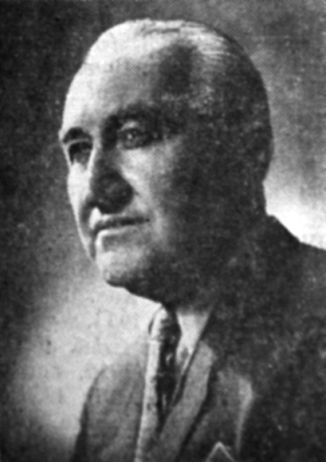
Iuliu Hațieganu, medic român, membru al Academiei Române
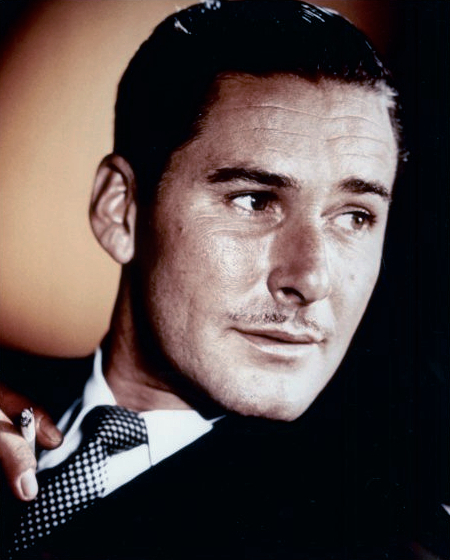
Errol Flynn, actor american
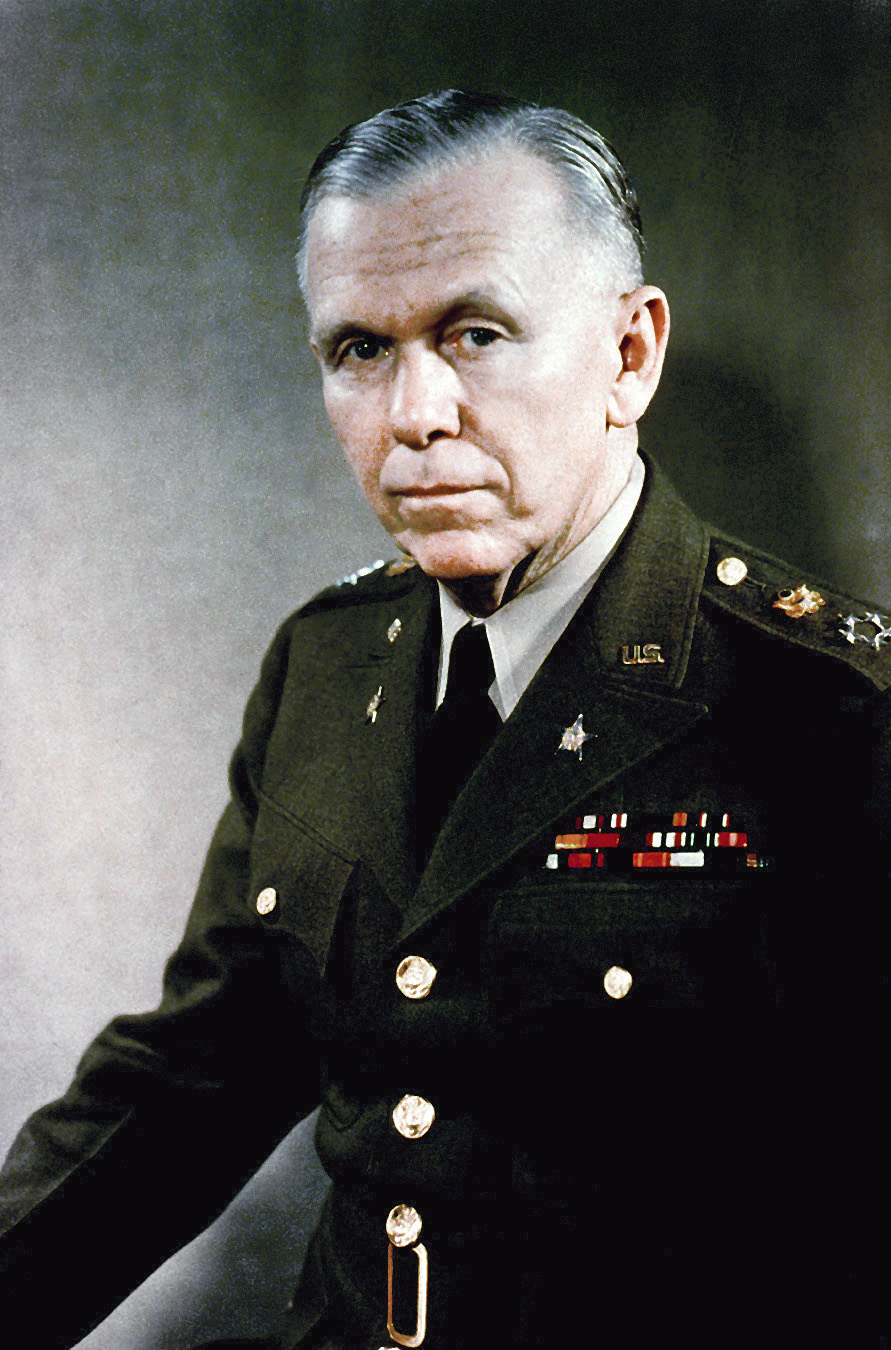
George Marshall, general, diplomat și politician american, laureat Nobel

- 2 aprilie: Mykolai Cearnețchi, 74 ani, episcop ucrainean, deținut politic (n. 1884)
- 9 aprilie: Frank Lloyd Wright, 91 ani, arhitect american (n. 1867)
- 6 mai: Ragnar Nurkse, 51 ani, economist estonian (n. 1907)
- 10 mai: Reuven Shiloah, 49 ani, director al Mossad, evreu (n. 1909)
- 13 mai: Emil Hațieganu, 80 ani, politician român (n. 1878)
- 14 mai: Maria Antónia a Portugaliei, 96 ani (n. 1862)
- 16 mai: Edward W. Gifford (Edward Winslow Gifford), 71 ani, antropolog american (n. 1887)
- 5 iunie: Neda Marinescu, 58 ani, fizician român (n. 1900)
- 8 iunie: Leslie Johnson, 47 ani, pilot britanic de Formula 1 (n. 1912)
- 9 iunie: Adolf Windaus, 82 ani, chimist german laureat al Premiului Nobel (1928), (n. 1876)
- 12 iunie: Emil Dragomir, 77 ani, preot român (n. 1882)
- 18 iunie: Vincenzo Cardarelli (n. Nazareno Caldarelli), 72 ani, scriitor italian (n. 1887)
- 22 iunie: Jørgen Aabye (n. Jørgen Emil Olsen), 91 ani, pictor danez (n. 1868)
- 26 iunie: Grigorii Fihtenholț, 71 ani, matematician rus (n. 1888)
- 27 iunie: Elias de Bourbon-Parma, 78 ani, șeful Casei de Bourbon-Parma (n. 1880)
- 8 iulie: Vasile Militaru, 74 ani, poet român, deținut politic sub regimul comunist din România (n. 1886)
- 17 iulie: Billie Holiday, 44 ani, cântăreță americană (n. 1915)
- 27 iulie: Vasile Stoica (n. Basil Stoica), 70 ani, diplomat român (n. 1889)
- 4 august: Ioan Bălan, 79 ani, episcop greco-catolic de Lugoj (n. 1880)
- 6 august: Salman Schocken, 81 ani, editor american (n. 1877)
- 13 august: Axente Banciu, 84 ani, jurnalist român (n. 1875)
- 14 august: Nicolae Dărăscu, 76 ani, pictor român (n. 1883)
- 14 august: Pál Jávor, 57 ani, actor maghiar (n. 1902)
- 16 august: William Halsey (William Frederick Halsey, Jr.), 76 ani, ofițer american (n. 1882)
- 20 august: Dimitrie Iov (Dumitru Iov), 71 ani, scriitor român (n. 1888)
- 30 august: Ed Elisian, 32 ani, pilot american de Formula 1 (n. 1926)
- 4 septembrie: Iuliu Hațieganu, 74 ani, medic român, membru al Academiei Române (n. 1885)
- 10 septembrie: Ramón Fonst (Ramón Fonst Segundo), 76 ani, scrimer cubanez (n. 1883)
- 14 septembrie: Laxmi Prasad Devkota, 50 ani, poet nepalez (n. 1909)
- 17 septembrie: Rudolf von Meran, 86 ani, politician austriac (n. 1872)
- 27 septembrie: Hans Grimm, 84 ani, politician german (n. 1875)
- 28 septembrie: Rudolf Caracciola, 58 ani, pilot german de curse auto (n. 1901)
- 30 septembrie: Andrei Rădulescu, 78 ani, magistrat, profesor universitar român (n. 1880)
- 2 octombrie: Veturia Ghibu (n. Veturia Nicolau), 70 ani, cântăreață și pianistă română (n. 1889)
- 2 octombrie: Samuel Mützner, 75 ani, pictor român (n. 1884)
- 14 octombrie: Errol Flynn, 50 ani, actor australian de film (n. 1909)
- 15 octombrie: Stepan Bandera, 50 ani, politician ucrainean (n. 1909)
- 15 octombrie: Lipót Fejér (n. Leopold Weiss), 79 ani, matematician maghiar (n. 1880)
- 16 octombrie: George Marshall, 78 ani, general, diplomat și politician american, laureat al Premiului Nobel (n. 1880)
- 27 octombrie: Dimitri Gladki, 48 ani, politician din R. Moldova (n. 1911)
- 10 noiembrie: Gertrud Bodenwieser, 69 ani, artistă austriacă (n. 1890)
- 15 noiembrie: Charles Thomson Rees Wilson, 90 ani, fizician scoțian, laureat al Premiul Nobel (n. 1869)
- 17 noiembrie: Heitor Villa-Lobos, 72 ani, compozitor brazilian (n. 1887)
- 17 noiembrie: David Ioan Roman, 73 ani, politician român (n. 1886)
- 18 noiembrie: Paul Lebeau, 90 ani, chimist francez (n. 1868)
- 24 noiembrie: Ion Gigurtu, 73 ani, inginer și om politic român, prim-ministru (1940), (n. 1886)
- 25 noiembrie: Gérard Philipe, 36 ani, actor francez (n. 1922)
- 27 decembrie: Grigorie Cazacliu, 67 ani, politician român (n. 1892)
- 28 decembrie: Ante Pavelić, 70 ani, conducător al Croației (1941-1945), (n. 1889)
- 28 decembrie: Ion Tănăsescu, 67 ani, chimist român (n. 1892)

## Premii Nobel
- Fizică: Emilio Gino Segrè (Italia), Owen Chamberlain (SUA)
- Chimie: Jaroslav Heyrovsky (Cehoslovacia)
- Medicină: Severo Ochoa, Arthur Kornberg (SUA)
- Literatură: Salvatore Quasimodo (Italia)
- Pace: Philip John Noel-Baker (Regatul Unit)